# Anampses elegans
Anampses elegans (Ogilby, 1889) è un pesce di acqua salata appartenente alla famiglia Labridae.

## Distribuzione e habitat
Proviene dalle barriere coralline dell'oceano Pacifico, dove è stato localizzato in Australia, Nuova Zelanda e Isola di Pasqua. Vive in acque costiere, anche se gli adulti nuotano in zone più profonde dei giovani.

## Descrizione
Presenta un corpo compresso lateralmente, piuttosto tozzo, non particolarmente allungato e abbastanza alto. La pinna caudale non è biforcuta, la pinna dorsale e la pinna anale sono basse e lunghe, mentre le pinne pettorali sono ampie e trasparenti. Non supera i 29 cm.
La livrea varia abbastanza durante la vita del pesce: i giovani hanno una colorazione prevalentemente brunastra con il ventre più chiaro; la pinna caudale e la pinna anale sono gialle.
Gli adulti, invece, hanno la metà superiore del corpo verdastra, quella inferiore azzurra più o meno pallida. Sull'opercolo è presente un'ampia macchia gialla, mentre attorno all'occhio ci sono delle striature bluastre. La pinna caudale è sempre gialla, mentre la pinna dorsale e la pinna anale sono bordate di blu.

## Biologia

### Comportamento
A differenza dei maschi, che possono essere abbastanza territoriali, le femmine vivono in gruppi anche di 80 esemplari.

### Alimentazione
Ha una dieta molto variabile, prevalentemente carnivora, composta soprattutto da varie specie di invertebrati marini come molluschi, vermi e crostacei.

### Riproduzione
È oviparo, la fecondazione è esterna e non ci sono cure verso le uova che vengono disperse in acqua. Probabilmente è ermafrodita.

## Conservazione
È classificato come "a rischio minimo" (LC) dalla lista rossa IUCN perché a parte l'occasionale cattura per l'acquariofilia non è minacciato da particolari pericoli.